# Cistitis eosinofílica
La cistitis eosinofílica (CE) es una patología rara y poco conocida que afecta a la vejiga y se caracteriza por un infiltrado inflamatorio predominantemente de eosinófilos.

## Causas
La causa exacta de esta enfermedad no se conoce del todo pero se puede deber a una reacción antígeno-anticuerpo que a su vez activan la producción de eosinófilos. Las causas pueden dividirse en varios grupos: inducidas por fármacos, infecciones parasitarias, infecciones bacterianas, fenómenos autoinmunes y otras.

### Inducida por fármacos
- Warfarina.
- Tranilast.
- Salicylazosulfapyridine.
- Mitomicina.
- Penicilina.
- Ciclofosfamida.
- Clometacin.
- Tiotepa.

### Infecciones parasitarias
- Toxocara cati.
- Echinococcus granulosus.
- Esparganosis.

### Infecciones bacterianas
- Proteus mirabilis.

### Autoinmunitarias
- Lupus eritematoso sistémico (LES).
- Enfermedad celiaca.

### Otras
- Hiperplasia benigna de próstata.
- Trauma de vejiga.
- Asma bronquial.
- Atopia, alergias.
- Tumor de vejiga.[3][4]

## Cuadro clínico
Las manifestaciones comunes en pacientes con cistitis eosinofílica son: disuria, hematuria, frecuencia urinaria y dolor suprapúbico. Existen otros signos y síntomas que son menos frecuentes como nicturia, enuresis, neumaturia, retención urinaria y tenesmo vesical.
Debido a que esta patología se comporta muy similar a una infección del tracto urinario(ITU), puede que la cistitis eosinofílica sea diagnosticada muchas veces como una infección del tracto urinario.
Los síntomas gastrointestinales como vómito o diarrea son raros de observar en estos pacientes.
Alrededor de un 30% de los pacientes cursa con eosinofilia periférica y pueden tener los niveles séricos de IgE e IgA elevados.

## Diagnóstico
Para llegar a un diagnóstico efectivo se pueden realizar diversos tipos de estudios sin embargo el método de elección y más preciso es la biopsia de vejiga.
Depende del estudio que se realice así van a ser los hallazgos que veamos:
- Cistoscopia: Se puede encontrar la mucosa vesical edematosa, necrótica o ulcerada.
- Examen de orina: Proteinuria, hematuria microscópica.
- Examen de sangre: Eosinofilia.
- Estudios de imagen: Se puede realizar una tomografía computarizada (TAC) o resonancia magnética(RM) y se puede observar la pared de la vejiga engrosada imitando un tumor de vejiga.
- Biopsia de vejiga: Mediante el estudio histopatológico se va a encontrar un infiltrado inflamatorio principalmente de eosinófilos.

## Tratamiento
- Primera elección: Antiinflamatorios no esteroideos(AINES) y antihistamínicos.
- Segunda elección: Corticosteroides.
- Tercera elección: Ciclosporina o azatioprina.

Si el tratamiento médico no funciona se puede optar por procedimientos quirúrgicos como cistectomía parcial o cistectomía radical la cual es la que se prefiere para evitar las recidivas